# Boduel
Boduel – osada w Anglii, w Kornwalii. Leży 83 km na północny wschód od miasta Penzance i 329 km na zachód od Londynu.